# Tabanus calidus
Tabanus calidus är en tvåvingeart som beskrevs av Walker 1850. Tabanus calidus ingår i släktet Tabanus och familjen bromsar. Inga underarter finns listade i Catalogue of Life.